# Cyperus clarkei
Cyperus clarkei är en halvgräsart som beskrevs av Theodore Cooke. Cyperus clarkei ingår i släktet papyrusar, och familjen halvgräs. IUCN kategoriserar arten globalt som livskraftig. Inga underarter finns listade i Catalogue of Life.